# Le Septième Sens (nouvelle)
 (février 2024).
Si vous disposez d'ouvrages ou d'articles de référence ou si vous connaissez des sites web de qualité traitant du thème abordé ici, merci de compléter l'article en donnant les références utiles à sa vérifiabilité et en les liant à la section « Notes et références ».
Le Septième Sens (titre original en anglais : Uncommon Sense) est une nouvelle de science-fiction écrite par Hal Clement et publiée en 1945 dans la revue Astounding Science Fiction. Cette nouvelle fait partie du recueil Grains de sable (titre original : Small changes) paru en 1969. 

## Prix
Le Septième Sens a reçu en 1996, à titre rétroactif, le prix Hugo de la meilleure nouvelle courte de l'année 1946.